# Honey Gold
Honey Gold (San Francisco, 9 luglio 1993) è un'attrice pornografica statunitense.

## Biografia e carriera pornografica
Honey Gold è nata il 9 luglio 1993 nella città di San Francisco in California da una famiglia con origini cinesi, mongole, irlandesi, afroamericane e cherokee. Ha frequentato una scuola pubblica per un paio di anni prima di ricevere lezioni private da un precettore volute dalla famiglia molto religiosa.
All'età di 18 anni è fuggita di casa poiché era stressata dal comportamento iperprotettivo dei genitori nei confronti dei loro figli. Nel 2017, all'età di 23 anni ha fatto il suo ingresso nell'industria pornografica dopo essere entrata in contatto con l'agenzia Splieger Girls che le ha dato l'opportunità di debuttare come attrice.
La sua prima scena  My Stepsister and I Share Cock è stata prodotta da Burning Angel e diretta da Joanna Angel e in seguito ha lavorato per diverse case di produzione tra cui Wicked, Digital Playground, Brazzers, Naughty America , Hustler, Evil Angel, Reality Kings e Girlfriends Films. Ha scelto come nome d'arte Honey Gold perché le ricordava il colore della sua pelle che, a dire di molti amici, assomigliava al miele.
Nel novembre del 2018 è stata ricoverata in un centro psichiatrico a seguito di un tentativo di suicidio. A seguito di ciò, sia il suo agente che alcuni suoi colleghi hanno lanciato una raccolta fondi e hanno raccolto 50.000 dollari per pagare le sue spese mediche. Nel 2019 ha ripreso la carriera da attrice pornografica. Ha diversi tatuaggi: un gufo sulla spalla sinistra, una luna crescente sopra il seno destro, un fiore sul lato sinistro del collo, una piuma sull'avambraccio sinistro, un acchiappasogni sul braccio sinistro ed uno sul collo.
Dal suo esordio ha girato più di 230 scene, ottenendo due premi importanti tra cui quello di miglior star emergente dagli XBIZ Award nel 2018.

## Riconoscimenti
- AVN Awards
  - 2019 – Best Three-Way Sex Scene - Boy/Boy/Girl per Slut Puppies 12 con Criss Strokes e Jules Jordan[11]
- XBIZ Awards
  - 2018 – Best New Starlet[12]